# Lomnitz (Wachau)

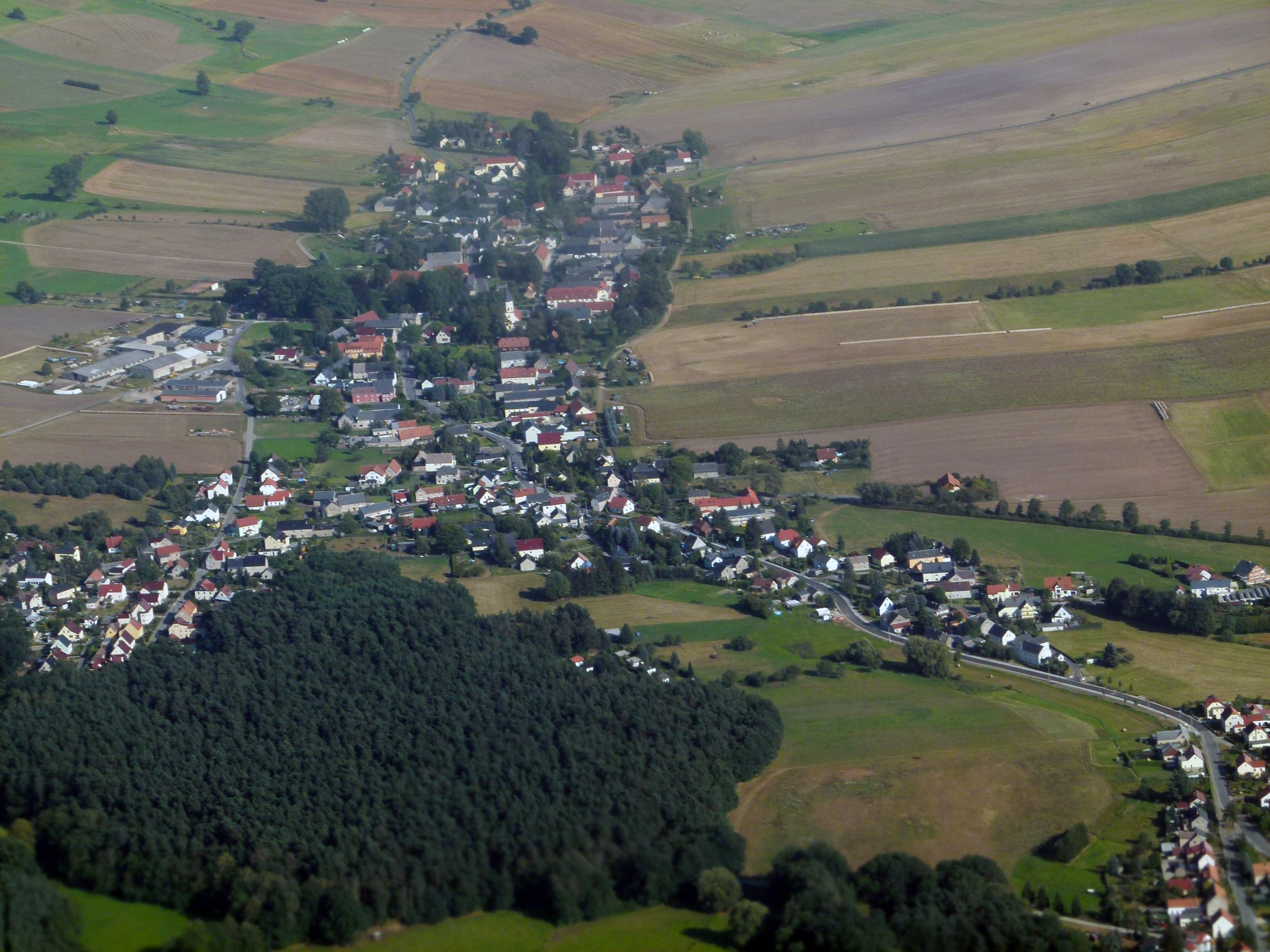
Blick auf Lomnitz aus der Luft

Lomnitz ist ein Ortsteil der Gemeinde Wachau im Landkreis Bautzen.
Der Ort Lomnitz mit 938 Einwohnern (Stand 2014) liegt etwa 25 Kilometer nordöstlich von Dresden entfernt.

## Geschichte
Die Gemarkung Lomnitz wurde in einer Urkunde vom 27. Oktober 1313 erstmals als Lomenitz erwähnt. Der Ortsname stammt, ebenso wie etwa Lomske, vom altsorbischen łom für einen Ort am Windbruch oder auch Steinbruch, wobei im Falle von Lomnitz beides möglich ist. Wahrscheinlich bezog sich der Name zunächst auf ein durch den Ort fließendes Gewässer.
Der Ortskern bildete sich aus dem Rittergutsgelände, dem Komplex um das ab 1927 vom Freien Turn- und Sportbund erbaute und am 2. Juni 1929 eingeweihte Volksheim sowie aus der evangelisch-lutherischen Kirche. Funde, wie beispielsweise ein Gräberfeld, lassen auf eine Besiedelung bereits in der Bronzezeit schließen.
Das heutige Rittergut bestand ab 1563 als Vorwerk von Wachau, bis es 1602 als selbständiges Rittergut fungierte. Es wurde 1949 enteignet und diente anschließend als Wohnungsfläche. Nach der Wende 1990 hat sich auch in Lomnitz viel verändert. Neben der Verlegung der Trink- und Abwasserleitungen wurden die Straßen erneuert, außerdem wurde ein Neubaugebiet erschlossen. Am 1. Januar 1998 ist Lomnitz nach Wachau eingemeindet worden.

## Sehenswürdigkeiten

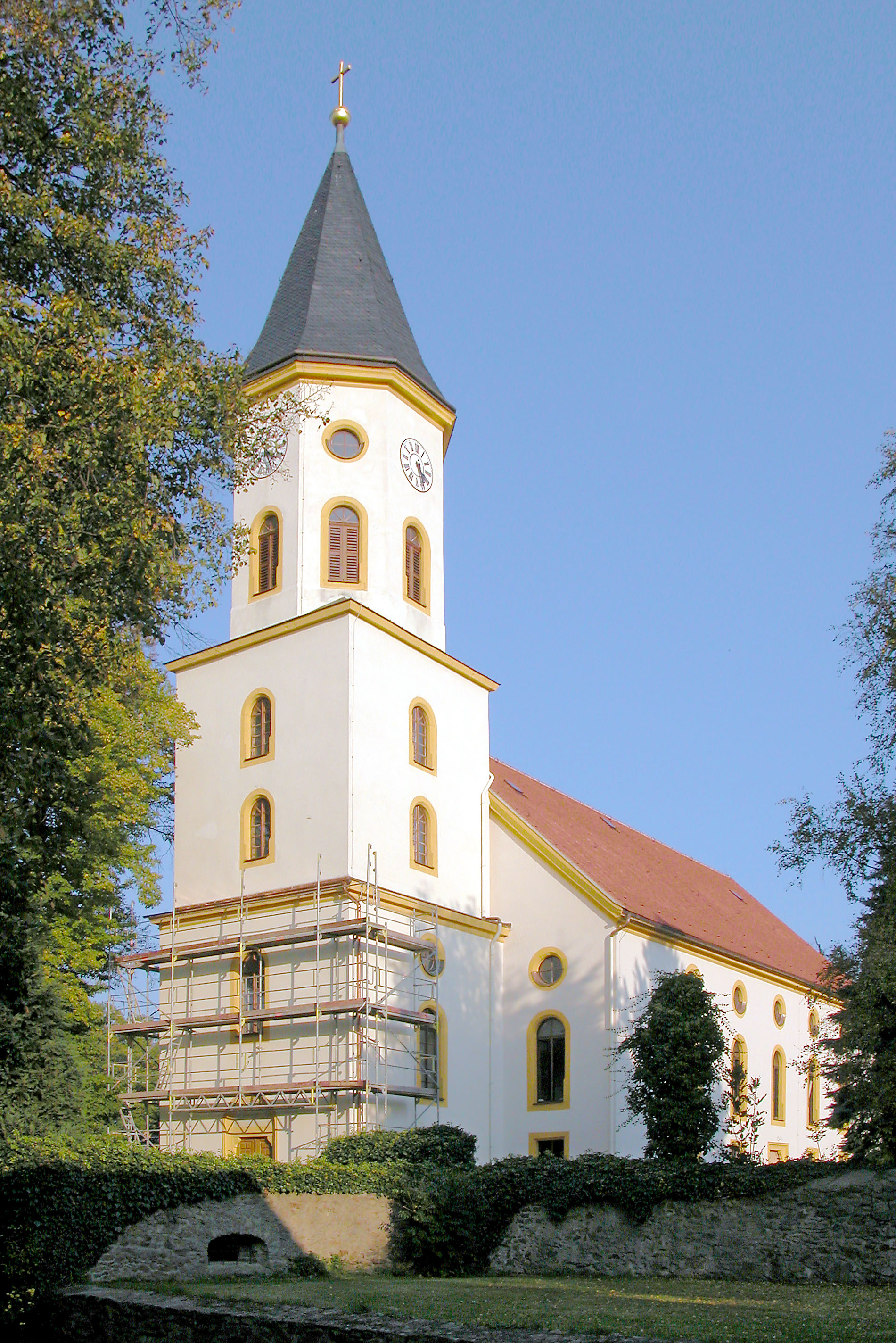
Evangelische Kirche in Lomnitz

Früher arbeiteten in Lomnitz drei Wassermühlen, von denen nur die Buschmühle an der Kleinen Röder noch funktionstüchtig ist und besichtigt werden kann.
Eine Dorfkirche wurde erstmals um 1495 erwähnt. Die heutige Kirche wurde in den Jahren 1840/1841 durch den Baumeister Christian Gottlieb Ziller neu errichtet, das wesentlich ältere Pfarrhaus stammt wohl aus dem Jahre 1781. Das neue Altargemälde Christus  erscheint seinen Jüngern, einschließlich des Thomas ist 1842 von Heinrich Gotthold Arnold geschaffen worden. (Öl/Lwd., bez. rechts: Hein. Arnold / Prof. pinx. 1842).

## Persönlichkeiten
- Johann Georg Oppel (1594–1661), Rittergutsbesitzer ab 1631
- Heinrich Gotthold Arnold (1785–1854), Maler
- Rudolf Leopold (1894–1986), Schachkomponist
- Günter Zumpe (1929–2024), Bauingenieur und Hochschullehrer
- Helfried Schreiter (1935–1992), Schriftsteller, Redakteur und Verleger
- Peter Kern (* 1945), Bildhauer